# گورنگا ترناوا (نیش)
گورنگا ترناوا (به صربی: Gornja Trnava) یک منطقهٔ مسکونی در صربستان است که در نیش واقع شده‌است.